# Інцидент у Кишиневі 1918
Бої в Кишиневі в січні 1918 р. — спроба взяти владу в Бессарабії шляхом збройного перевороту, здійсненого більшовиками з Румчорода, проти уряду автономної Молдавської Демократичної Республіки (проголошена 15 грудня 1917 року та ліквідована 10 грудня 1918 року). Намір був невдалим завдяки румунському військовому втручанню після звернення молдавської влади того ж місяця.

## Передумови подій
Під впливом Лютневої революції в Петербурзі 1917 року в Бессарабському губернаторстві, столицею якого був Кишинів, пожвавилося політичне життя. Різні політичні об'єднання та солдатські ради закликали сформувати місцевий провінційний парламент, вимагаючи при цьому для Бессарабії автономії під російським суверенітетом. У жовтні 1917 року в Кишиневі понад 900 військових делегатів на спеціальному з'їзді оголосили, що Бессарабська губернія проголошує себе автономною молдавською державою, на чолі якої стоїть Сфатул Церій (Рада краю, Крайова рада), по суті парламент, з 9 міністрами та прем'єр-міністоом П. Єрхан. Також важливу роль у владі відігравали І. Інкулец і Д. Чугуряну.

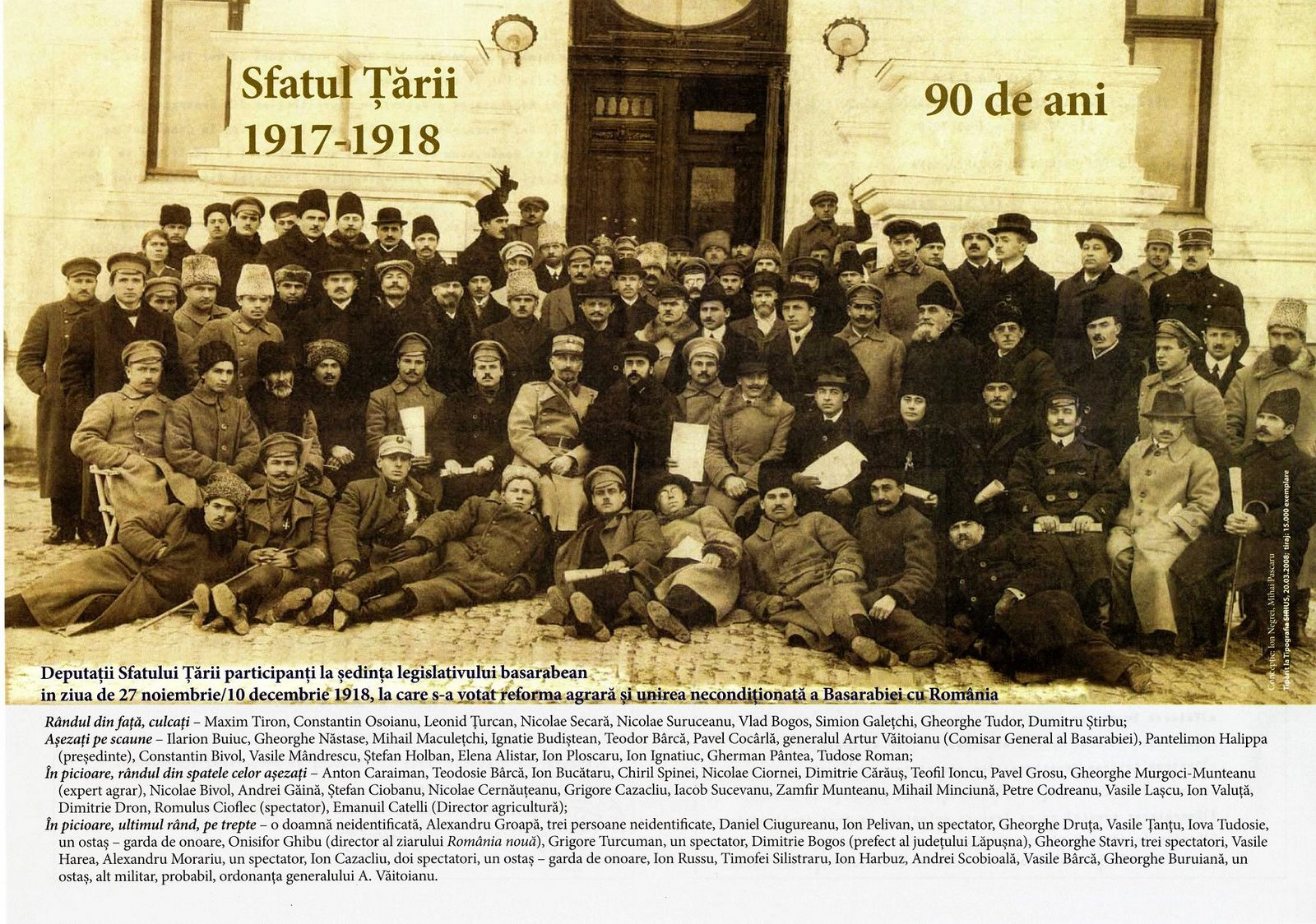
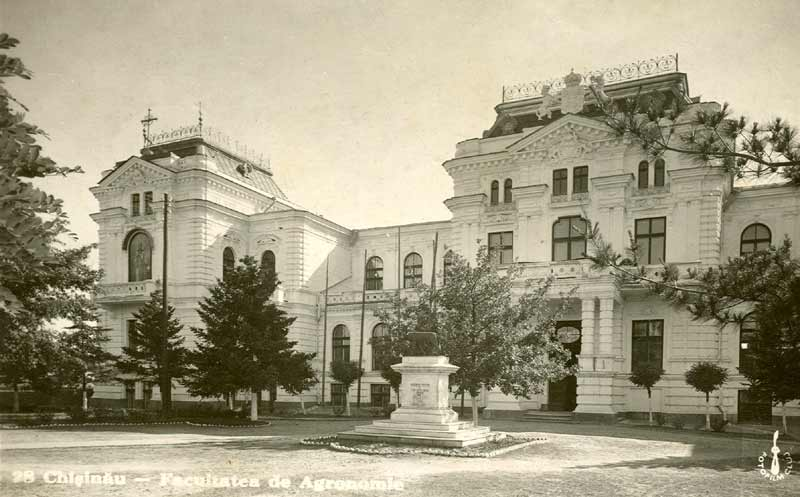

До складу Ради входило 138 осіб, які представляли всі етнічні групи, присутні в мухафазі, обраних на непрямих виборах, що проводились на форумі рад солдатів, селянських організацій та інших об'єднань. Вперше рада засідала 21 листопада — 4 грудня 1917 р., А 2/15 грудня оголосила про створення автономної Молдавської Демократичної Республіки.

## Виступ більшовиків проти Крайової ради
Після того, як більшовики взяли владу в Петрограді, Рада Народних Комісарів визнала автономію Молдови та Ради краю. 11-13 грудня 1917 р. У будівлі міської думи в Кишиневі [Архівовано 19 квітня 2021 у Wayback Machine.] відбулася конференція більшовиків румунського фронту. Військово-революційний комітет, який раніше проводив агітацію серед солдатів на румунському фронті, дійшов до міста, на чолі Кишинівської ради робітників і солдатів стояв Яков Мелешин. 24 грудня більшовики створили в місті новий військово-революційний комітет, метою якого було захоплення влади у всьому регіоні, а в грудні в місті вже розповсюджувались листівки з критикою молдавського парламенту. Оскільки Ленін змінив свою позицію, на рубежі 1917 р. засудивши як Українську Центральну Раду, так і Молдавську Крайову Раду, досі не визначені місцеві активісти переконались у необхідності негайних дій проти Ради краю.
Наприкінці грудня делегація більшовиків, що брали участь у Румчородській конференції в Одесі, видала власну резолюцію, в якій засуджувала Раду. Через день до Кишинева прибула група активістів Румчородської фронтової дивізії, повністю складена з більшовиків та зайняли будівлю гімназії для дівчат [Архівовано 22 квітня 2021 у Wayback Machine.], засновану принцесою Наталією Дадіані, що тепер є пам'яткою архітектури національного значення, а тоді в ній розміщувалось командування більшовиків Кишинева (вул. Siergieja Łazo 6).
У ніч з 1 на 2 січня прихильники більшовиків взяли під контроль стратегічні пункти в Кишиневі, в тому числі телеграфну та залізничну станції. Вранці фронтова дивізія оголосила, що приймає командування всіма підрозділами колишньої царської армії на румунському фронті. 18 січня владу більшовиків визнали бессарабські солдати, робітничі та селянські ради  .

## Румунське втручання та протистояння в Кишиневі
Контекст розпаду Російської республіки, анархії і насильства більшовиків, спонукав Сфатул Церій 13 січня 1918 року закликати румунську армію до Бессарабії, щоб покласти край крадіжкам. Більшовицька рада в Кишиневі, дізнавшись про покликання румунських військ, заявила, що не буде підкорятися Сфатул Церію і оголосила премію за голови керівників уряду Республіки.
16 січня на залізничний вокзал у Кишиневі прибув транспорт колишніх солдатів австро-угорської армії, румунських добровольців із Трансільванії, захоплених російською армією, що знаходились в Україні, а тепер були звільнені Центральною радою. Вони мали продовжити дії проти більшовиків у Кишиневі, координуючи їх із вступом регулярної румунської армії, яка напала на Унгени, місто під контролем пробільшовицьких солдатів. Однак трансільванські добровольці все ще були роззброєні на залізничному вокзалі в Кишиневі і відправлені поїздом до Києва.
Того ж дня пробільшовицькі збройні формування змусили Крайову раду фактично припинити свою роботу. Більшість народних депутатів сховалися. Більшовики змусили Пантелімона Ерхана та голову Ради Іона Інкулу направити телеграму молдавським військам із наказом про боротьбу із вторгненням румунської армії. Телеграму було перехоплено, але деякі молдавські війська активно виступили проти походу румунів, перейшовши на бік революціонерів.
Румунська армія на чолі з генералом Бротеану дійшла до Кишинева 23 січня 1918 року. Вуличні бійки тривали наступні три дні. Зрештою, більшовики були витіснені з міста, і Рада краю відновила свою діяльність. Тоді уряд Леніна в Петрограді розірвав дипломатичні відносини з Молдовою.
24 січня 1918 року Рада краю проголосила незалежність Молдавської Демократичної Республіки, на чолі з президентом Й. Інкулец.
25 січня після боїв румунським військам була здана Кілія — один з найважливіших портів в дельті Дунаю і Буджаку. Слідом за цим румунські частини розгорнули наступ до міста Вилкове. Їх спробували зупинити матроси Дунайської флоту, яких підтримало місцеве населення. Пізніше з Севастополя до Дунаю більшовиками було вислано підкріплення чисельністю 1000 чоловік. 30 січня румунські війська впритул підійшли до Вилкового, і бої почалися безпосередньо в місті. Оборону Вилкового очолив Анатолій Железняков, відомий як матрос Желєзняк.
28 січня 1918 Раднаркомом РСФРР створив спеціальний орган — Верховну автономну російсько-румунську колегію у румунських та бессарабських справах, для боротьби проти румунських військ, які окупували Бессарабію, здійснення в Румунському королівстві пролетарської революції, а також боротьби з Українською Центральною Радою. До колегії входили представники РНК РСФРР, Румчероду, Румунського соціал-демократичного комітету дії і секції румунських соціал-демократів Одеси: М.Брашован, А.Желєзняков, М.Бужор, Л.Рузер, В.Юровський та ін. Голова — Х.Раковський. Центром діяльності колегії стала Одеса.
Для здійснення збройного повстання в Румунії і розгрому її військ у Бессарабії за розпорядженням В.Леніна до Одеси на початку лютого 1918 було направлено війська на чолі з М. А. Муравйовим, які підпорядковувалися колегії. Вступ австро-німецьких військ на територію України в лютому 1918 (див. Австро-німецьких військ контроль над територією України 1918) і негативне ставлення УЦР до діяльності колегії на півдні України змусило її відмовитися від спроб перенести «полум'я революції» в Румунію. Х.Раковський розпочав переговори з представниками країн Антанти і румунським урядом. 26 лютого 1918 радянські війська завдали поразки румунським під містечком Рибніца (нині місто, Молдова), і прем'єр-міністр Румунії А.Авереску прийняв умови радянської сторони: вивід румунських військ з Бессарабії і визнання суверенітету РСФРР над цим регіоном. Радянсько-румунська угода була укладена під час переговорів 5–9 березня 1918. Однак у зв'язку з відступом радянських військ і колегії спочатку до Миколаєва, а потім взагалі з України під тиском австро-німецьких частин договір не набрав чинності. 29 березня 1918 колегія була ліквідована.
27 березня (9 квітня), молдовська більшість Сфатул Церію проголосувала за унію з Королівством Румунія за певних умов.
7 травня 1918 року між Румунським королівством та Центральними державами було укладено Бухарестський сепаратний мирний договір. Завершив війну між Королівством Румунія та Четверним союзом (Німецькою імперією, Австро-Угорською імперією, Османською імперією й Болгарським царством), остаточно ліквідувавши Східний фронт Першої світової війни.